# Mukhthar Naseer
Mukhthar Naseer (Thoddoo, 7 de maio de 1979) é um futebolista maldívio, que atua no Victory FC, uma das principais equipes do arquipélago.